# Belgiens regenter
Dette er en liste over de belgiske monarker fra 1831, da den første belgiske konge Leopold I besteg tronen efter at Belgien løsrev sig fra Kongeriget Nederlandene under den belgiske revolution i 1830.
Under den belgiske forfatning, bliver den belgiske monark sylet som "belgiernes konge" snarere end "Konge af Belgien" for at afspejle monarkiets konstitutionelle og populære funktion.
Siden 1831 har der været syv konger af belgierne og to regenter.

## Kongerækken
De belgiske konger i kronologisk rækkefølge:
| Navn                                    | Billede | Regeringstid                                             | Ægtefælle                      | Relation til forgænger                    |
| --------------------------------------- | ------- | -------------------------------------------------------- | ------------------------------ | ----------------------------------------- |
| Érasme-Louis Surlet de Chokier (regent) |         | 25. februar 1831 – 21. juli 1831                         |                                |                                           |
| Leopold 1.                              |         | 21. juli 1831 – 10. december 1865 (34 år og 142 dage)    | Louise af Orléans              |                                           |
| Leopold 2.                              |         | 10. december 1865 – 17. december 1909 (44 år og 68 dage) | Marie Henriette af Østrig      | søn af Leopold 1.                         |
| Albert 1.                               |         | 17. december 1909 – 17. februar 1934 (24 år og 62 dage)  | Elisabeth i Bayern             | brodersøn af Leopold 2.                   |
| Leopold 3.                              |         | 23. februar 1934 – 16. juli 1951 (17 år og 143 dage)     | Astrid af Sverige Lilian Baels | søn af Albert 1.                          |
| Karl (prinsregent)                      |         | 20. september 1944 – 20. juli 1950                       |                                | søn af Albert 1. og bror til Leopold 3.   |
| Baudouin 1.                             |         | 17. juli 1951 – 31. juli 1993 (42 år og 14 dage)         | Fabiola de Mora y Aragón       | søn af Leopold 3.                         |
| Albert 2.                               |         | 9. august 1993 – 21. juli 2013 (19 år og 346 dage)       | Paola Ruffo di Calabria        | søn af Leopold 3. og bror til Baudouin 1. |
| Philippe 1.                             |         | siden 21. juli 2013 (11 år og 246 dage)                  | Mathilde d'Udekem d'Acoz       | søn af Albert 2.                          |

## Tidslinje
| Historie | Spire Denne historieartikel er en spire som bør udbygges. Du er velkommen til at hjælpe Wikipedia ved at udvide den. |